# Uri Katzenstein

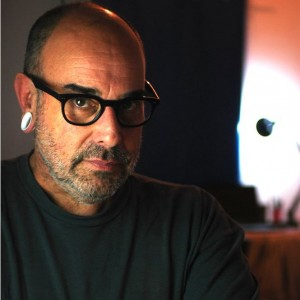
Uri Katzenstein, Fotografie von Avi Levin

Uri Katzenstein (hebräisch אורי קצנשטיי. geboren am 17. Februar 1951 in Tel Aviv, Israel; gestorben am 24. August 2018) war ein israelischer bildender Künstler, Bildhauer, Musiker, Erbauer von Musikinstrumenten und Klangmaschinen sowie Filmemacher.

## Leben
Uri wurde 1951 in Tel Aviv, Israel, geboren und war das einzige Kind deutschstämmiger Eltern, die vor dem Holocaust nach Israel zogen. In seiner Jugend spielte er Musik und trat mehreren Rockbands bei. 1969 trat er den israelischen Verteidigungsstreitkräften bei und kämpfte im Jom-Kippur-Krieg als Sanitäter. In den späten 1970er Jahren studierte Uri am San Francisco Art Institute und zog nach Erhalt seines MFA nach New York City, wo er in den 1980er Jahren lebte und arbeitete. Seine frühen Arbeiten, beginnend in den späten 1970er Jahren, umfassten verschiedene Avantgarde-Medien Ausstellungen, Musik, Performance, Video- und Klangkunst. Mitte der 1990er Jahre begann er, neben Objekten und Klangmaschinen auch skulpturale Figurinen zu schaffen, die alle zu einem zeitbasierten Seh-/Hörereignis verschmolzen und komponiert wurden.

## Karriere
Nach seiner Rückkehr nach Israel produzierte er mit Noam HaLevi die Show „Midas“. Im Jahr 1993 wirkte er in der Rockoper „Samara“ von Hillel Mittelpunkt und der Band Nikmat HaTraktor mit. 1999 veröffentlichte er zusammen mit Ohad Fishof ein Musikalbum mit dem Titel „Skin O Daayba“, das als Grundlage für eine musikalische Performance diente. Im Jahr 2001 produzierte er zusammen mit Renana Raz und Ohad Fishof die Show „Home“. In den frühen 2000er Jahren begann er, Videokunst zu schaffen, die aus surrealen Ereignissen besteht, während er die Thematik der persönlichen Identität betont. Zu seinen bemerkenswerten Arbeiten gehören Patʹshegen (1993) und „Family of Brothers“ (Mishpachat ha-Achim; 2000). Seine frühen Performance-Arbeiten wurden regelmäßig an so legendären Performance-Orten wie The Kitchen, No-Se-No, 8BC und Danceteria präsentiert. Seine Arbeiten in den Bereichen Skulptur, Video und Installation wurden in Museen wie dem Russischen Staatsmuseum (St. Petersburg), dem Chelsea Art Museum (New York City), der Kunsthalle Düsseldorf, dem Israel Museum und dem Duke University Museum of Art (North Carolina) ausgestellt. Katzenstein nahm an der Biennale von São Paulo (1991), der Venedig Biennale (2001), der Buenos Aires Biennale (erster Preis, 2002) und der 9. Istanbul Biennale (2005) teil. Seine Performance-Arbeiten wurden in Theatern und Galerien in London, Berlin, San Francisco, Cardiff (Wales), Santiago de Compostela (Spanien), New York City und Tel Aviv gezeigt.
Von 2003 bis zu seinem Tod lehrte Uri Katzenstein in der Abteilung für Bildende Kunst der Fakultät für Geisteswissenschaften an der Universität Haifa.
Im September 2018, nach seinem Tod, wurde im Jüdischen Historischen Museum in Amsterdam eine Ausstellung mit dem Titel „The Institute of Ongoing Things“ eröffnet, an der er gearbeitet hatte. Im Januar 2019 wurde eine weitere Kunstausstellung, an der er gearbeitet hatte, mit dem Titel „You Never Know“ im ZAZ10TS am Times Square in New York City eröffnet.

## Auszeichnungen
Katzenstein hat die folgenden Auszeichnungen erhalten:
- 1982 Creativity Encouragement Award, Ministerium für Bildung (Israel)
- 1989 Work Completion Award, Ministerium für Bildung (Israel)
- 1992 Grant, The America-Israel Cultural Foundation
- 1998 Grant for Creators in the field of Bildende Kunst, Ministerium für Bildung (Israel)
- 2000 Isracart Award, Tel Aviv Museum of Art
- 2001 Biennale Award, Israeli Pavilion, Biennale di Venezia, Italy
- 2002 1st prize, Biennale of Art, Buenos Aires, Argentina
- 2014 Dan Sandler and Sandler Foundation Award for Sculpting, Tel Aviv Museum of Art[12][13][14]
- 2017 Dizengoff Prize

## Bücher
- ha-Biʼanaleh ha-benleʼumit ha-21 shel San-Paʼulo 1991, Yiśraʼel (1991). von Nurit Daṿid, Yehoshuʻa Borḳovsḳi, Yiśraʼel Rabinovits, Uri Ḳatzenstein OCLC 58404699
- פתשגן / Patʹshegen (1993). von Uri Katzenstein ISBN 978-965-278-130-7
- Uri Katzenstein: missive: The Israel Museum, Jerusalem, (1993). von Uri Katzenstein OCLC 600838262
- Families (2000). von Uri Katzenstein; Duke University. Evans Family Cultural Residency Program. OCLC 49932271
- Uri Katzenstein: home: Venice Biennale 2001, the Israeli Pavilion (2001). von Uri Katzenstein; Yigal Zalmona; Ishai Adar; Binya Reches OCLC 753440505
- Hope machines (2007). von Uri Katzenstein; Merkaz le-omanut ʻakhshaṿit (Tel Aviv, Israel) OCLC 477287150
- Backyard (2015) von Uri Katzenstein; Tel-Aviv Museum, ISBN 978-965-539-109-1

## Galerie

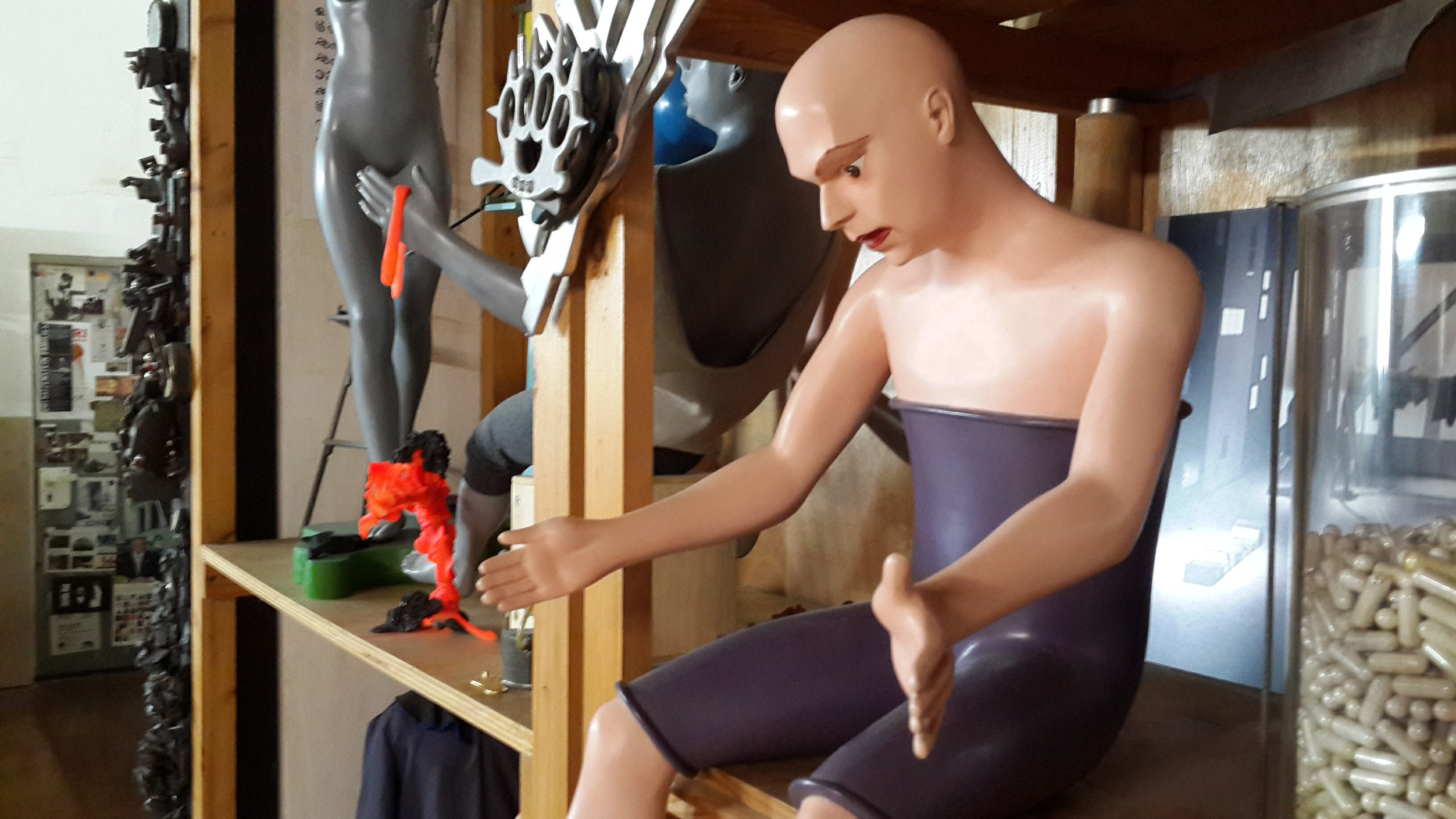
Arbeiten von Katzenstein in seinem Atelier in Tel Aviv, 14. April 2017
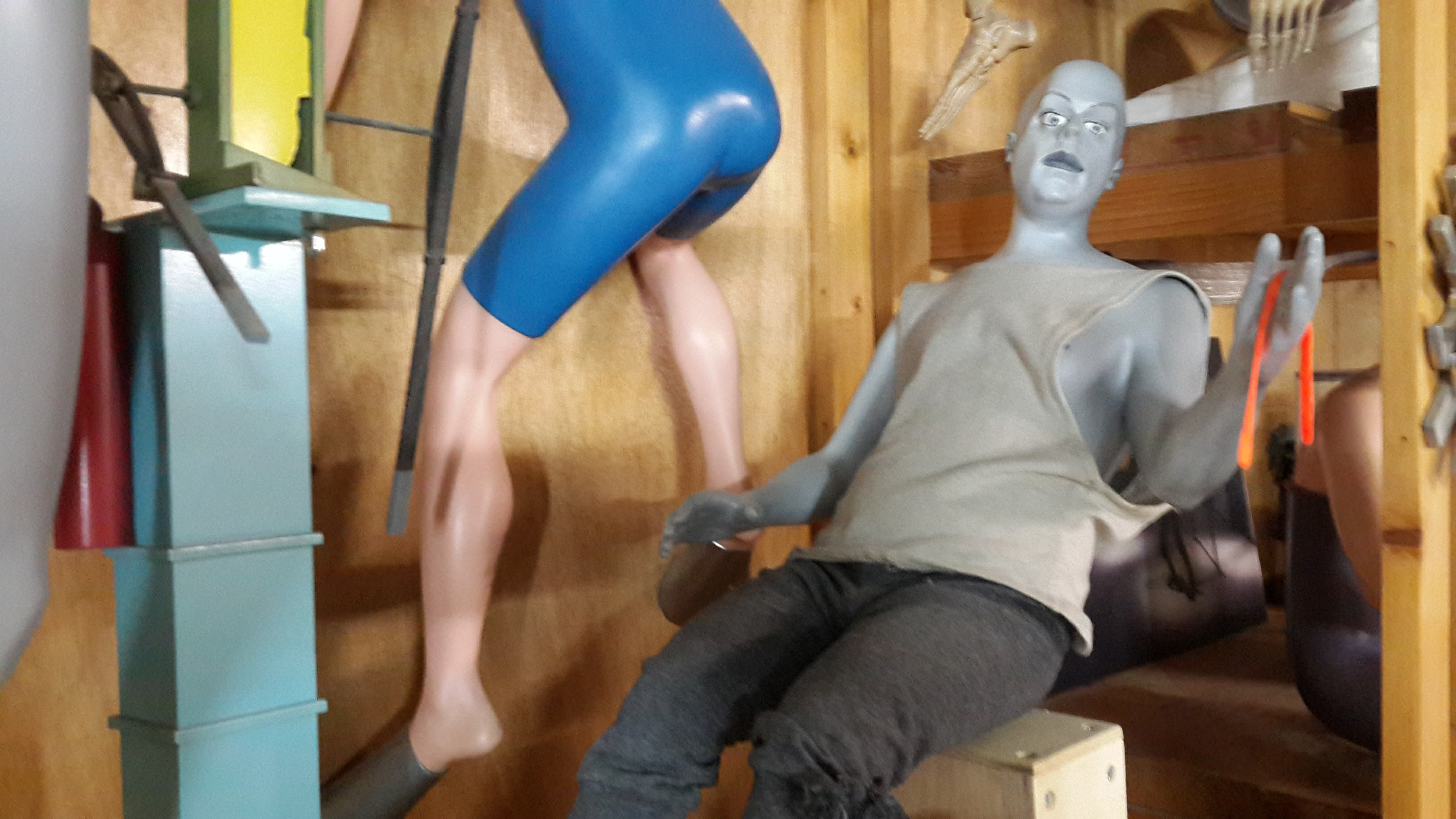
Arbeiten von Katzenstein in seinem Atelier in Tel Aviv, 14. April 2017
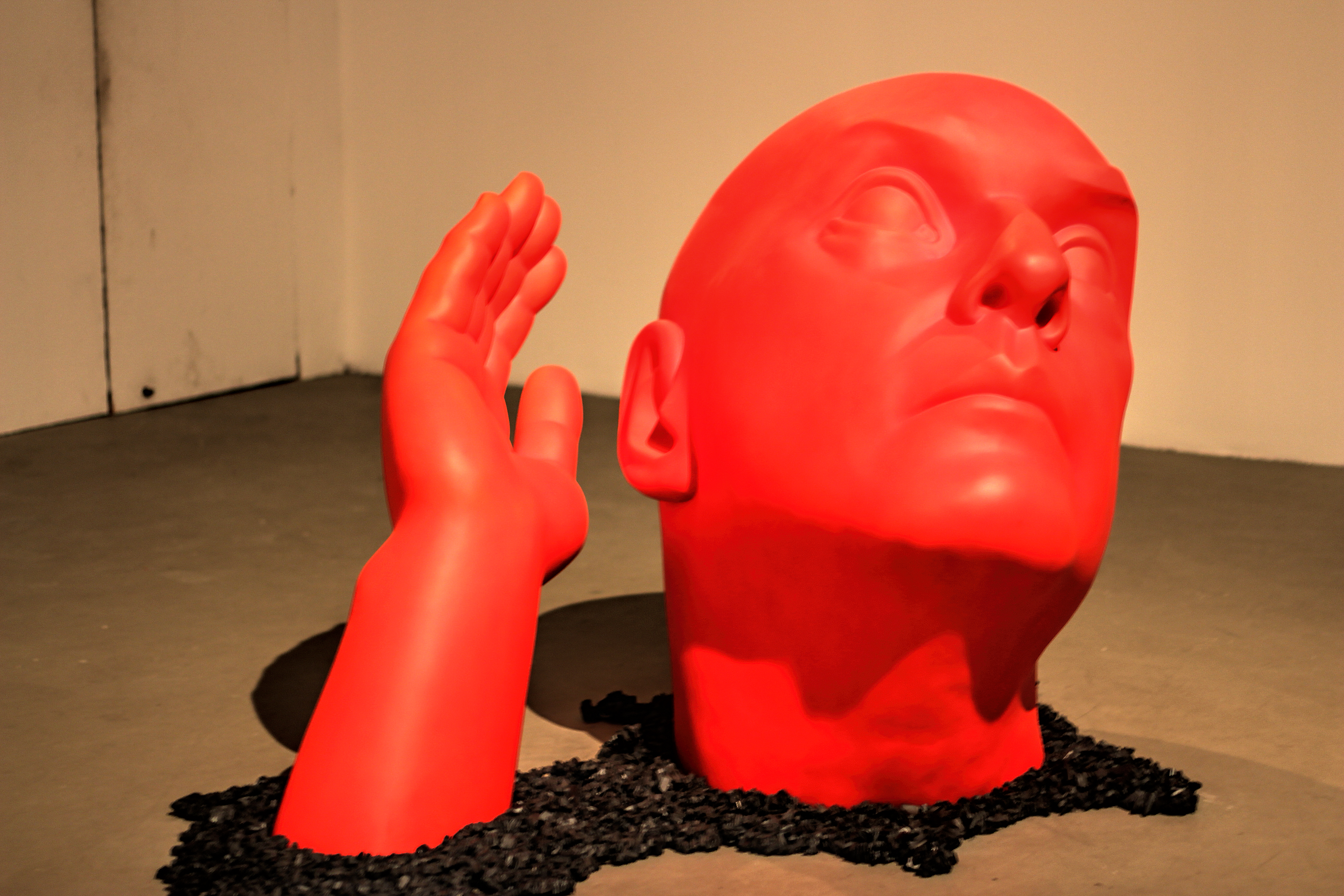
Uri Katzenstein, Skulptur ohne Namen, Tel Aviv Museum of Art, August 2015
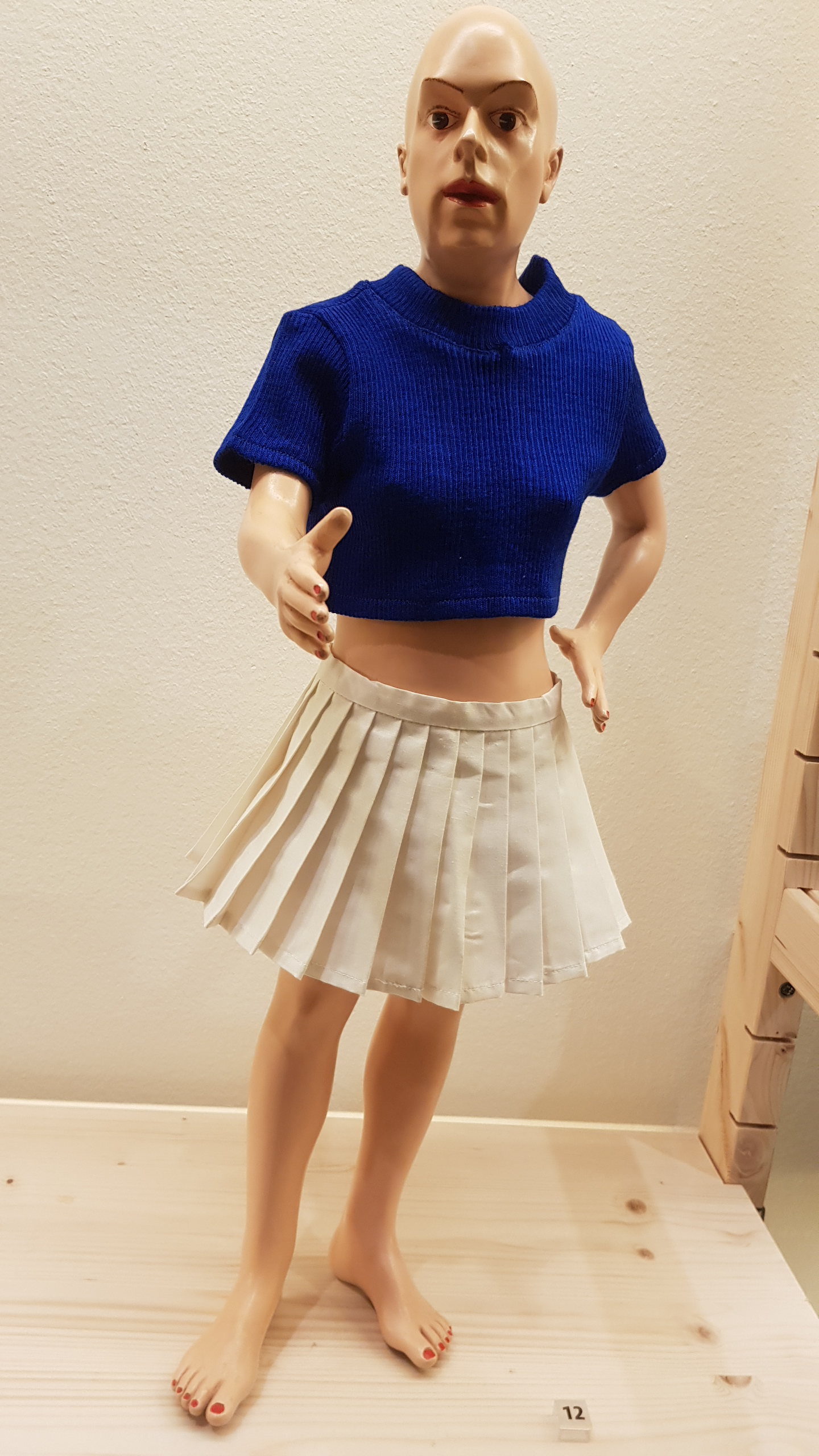
Uri Katzenstein Ausstellung, „The Institute of Ongoing Things“, im Joods Historisch Museum in Amsterdam, Januar 2019
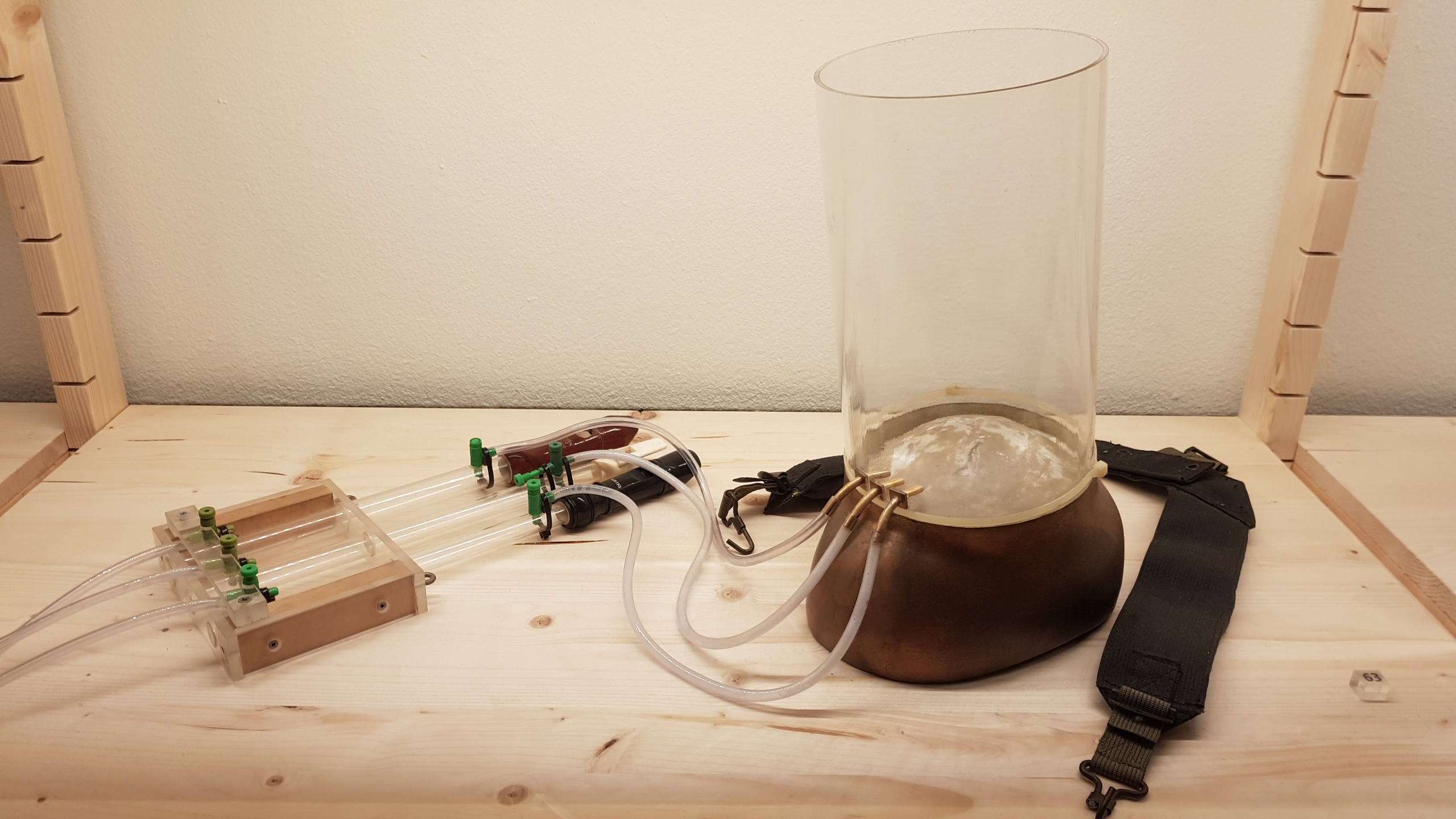
Uri Katzenstein Ausstellung, „The Institute of Ongoing Things“, im Joods Historisch Museum in Amsterdam, Januar 2019
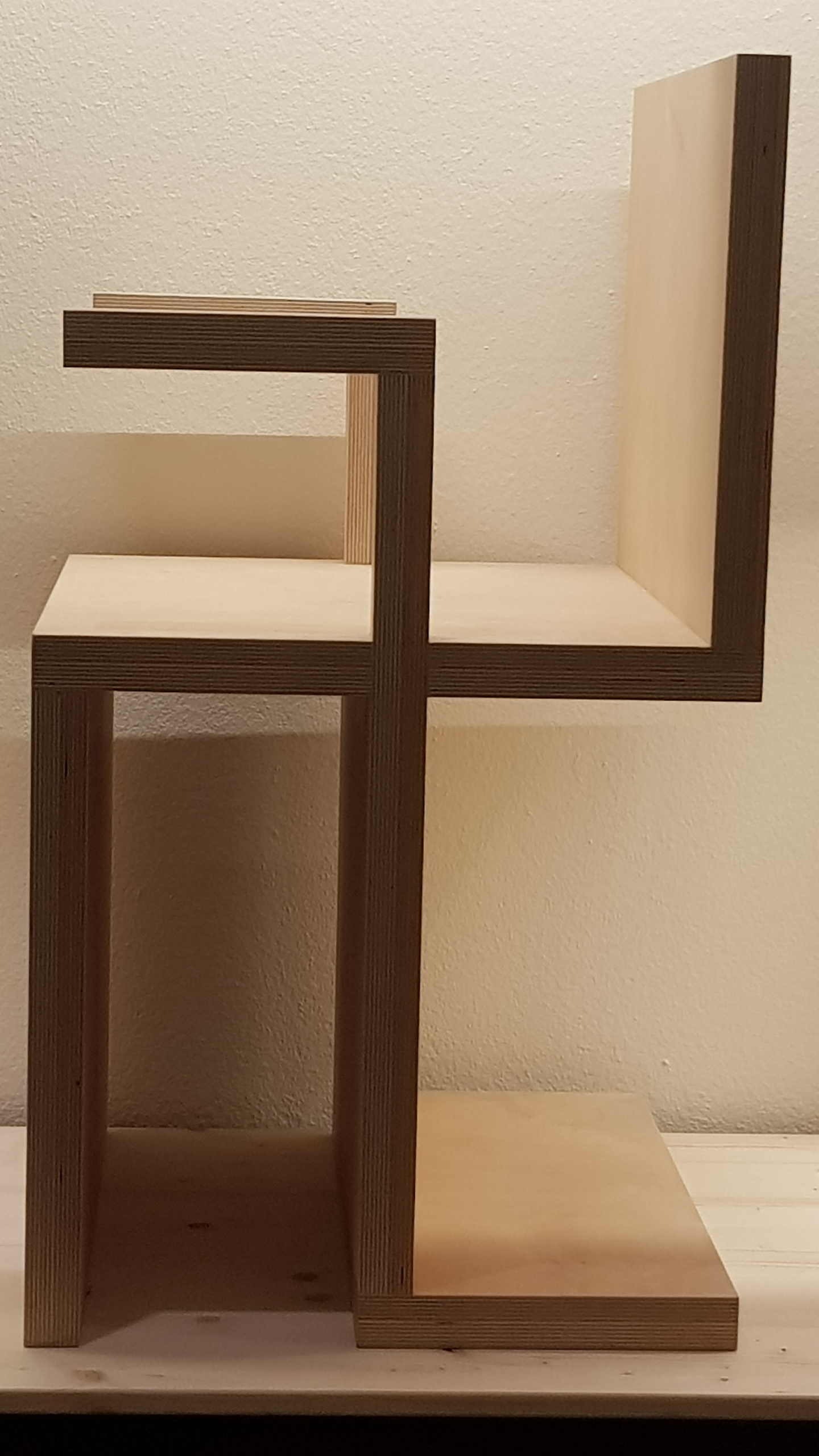
Uri Katzenstein Ausstellung, „The Institute of Ongoing Things“, im Joods Historisch Museum in Amsterdam, Januar 2019
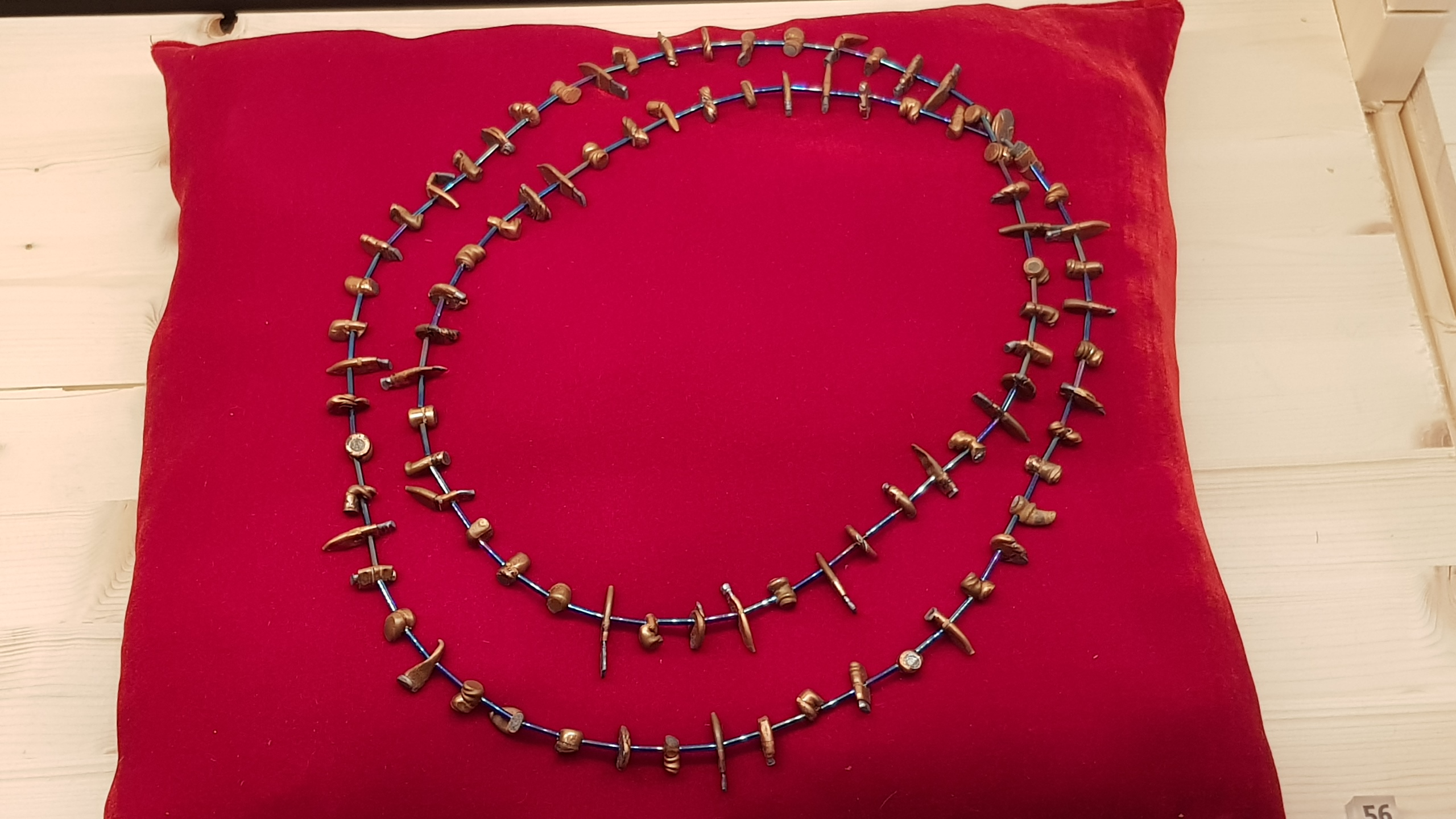
Uri Katzenstein Ausstellung, „The Institute of Ongoing Things“, im Joods Historisch Museum in Amsterdam, Januar 2019